# Fritz Krauchthaler

Fritz Krauchthaler

Fritz Krauchthaler (* 15. August 1915 in Heimiswil; † 14. Dezember 2002 in Burgdorf) war ein Schweizer Politiker. 
Krauchthaler war Landwirt und Mitglied der Bauern-, Gewerbe- und Bürgerpartei. Von 1940 bis 1948 war er Gemeinderat in Wynigen, und von 1969 bis 1984 stand er der Einwohnergemeinde (Legislative) als Präsident vor. Daneben war er von 1954 bis 1972 im Grossen Rat des Kantons Bern. Von 1971 bis 1979 sass er im Ständerat für die Nachfolgepartei der BGB, die Schweizerische Volkspartei. Er beschäftigte sich dabei vorwiegend mit Landwirtschaftspolitik.